# Anton Bulfon

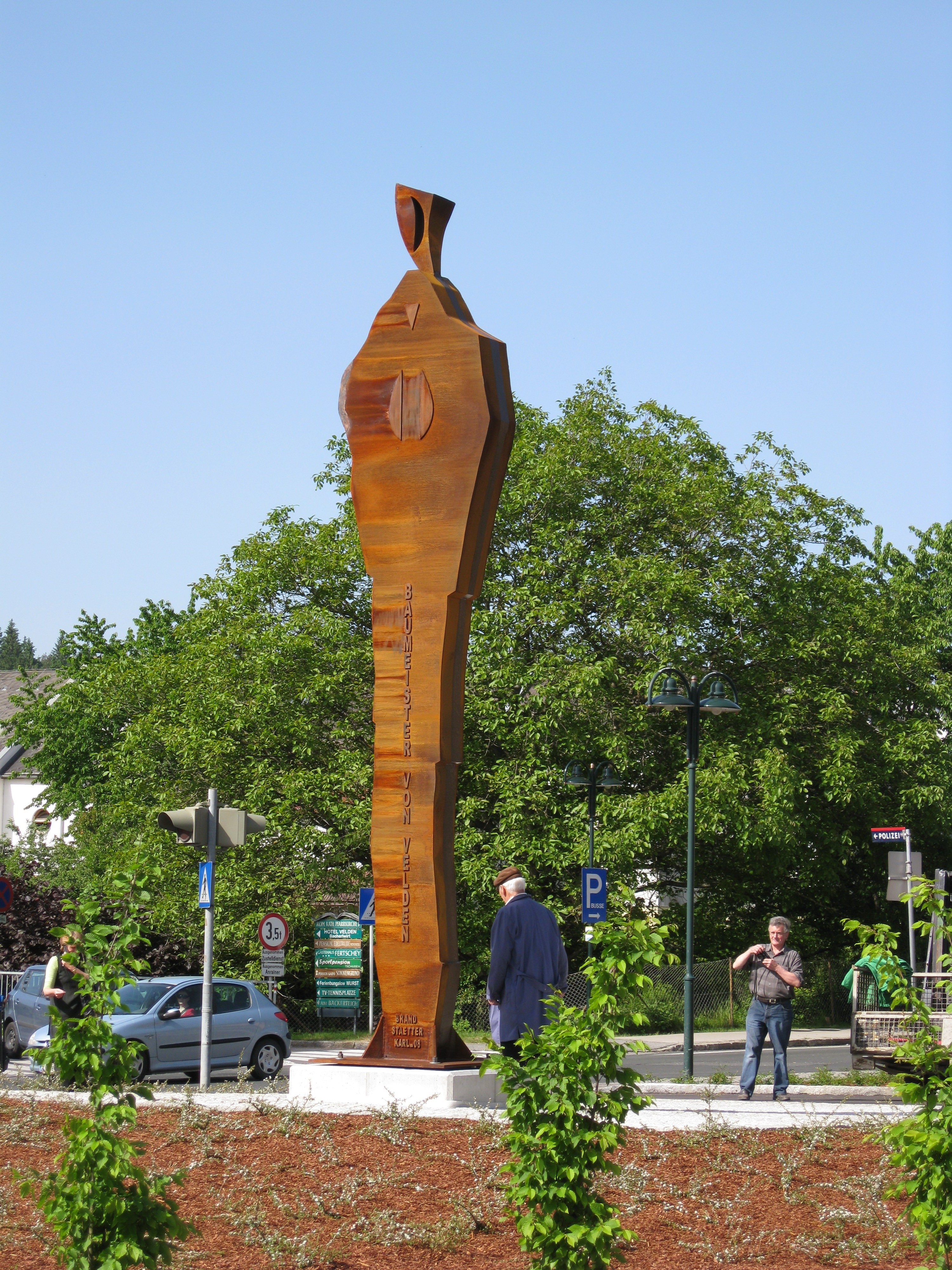
Denkmal für Anton Bulfon an der Einfahrt zu Velden am Wörthersee

Anton Bulfon (* 13. Juni 1885 in Tiffen; † 27. Oktober 1961 in Klagenfurt) war ein österreichischer Baumeister. Er galt zu seiner Zeit als größter Bauunternehmer Kärntens. Er weigerte sich, unschöne Gebäude zu bauen, und war ein früher Befürworter der Beteiligung seiner Mitarbeiter am Erfolg. Ungeachtet der möglichen Folgen soll er sich strikt geweigert haben, mit den Nationalsozialisten zu kooperieren. 2008 wurde ihm ein Denkmal an der Einfahrt zu Velden am Wörthersee errichtet.

## Biographie

### Herkunft und Jugend
Wie seinerzeit üblich, kamen die besten Maurer, Steinmetze und Straßenbauer aus dem Friaul, das bis 1866 zum Kaisertum Österreich gehörte. So war der Vater von Anton Bulfon, Maurermeister Albin Bulfon (1855–1943), als ganz junger Mann von Ovedasso nach Tiffen bei Feldkirchen in Kärnten übergesiedelt. Dort hatte er eine florierende Baufirma gegründet und beachtliche Grundstücke in Feldkirchen, St. Veit an der Glan und Velden am Wörthersee (hier von der Herrschaft Dietrichstein) erworben. Die Gründe in Velden überließ er später seinem Sohn Anton.

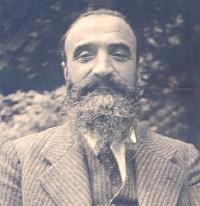
Baumeister Anton Bulfon

Als 17-Jähriger war Anton Bulfon von seinem Vater als Bauleiter der großen Volksschule in Techelsberg eingeteilt worden. Um sich damals bei seinen Arbeitern Respekt zu verschaffen und nicht so jung auszusehen, ließ er sich einen Vollbart wachsen, der ihm später den Spitznamen „der Bart“ einbrachte. Respekt erwarb er sich bei den vielen in seiner Firma Beschäftigten und bei allen, die mit ihm zu tun hatten, aber vor allem durch seine Kompetenz.

### Familiengründung
Mit 24 Jahren war er der jüngste Baumeister Österreichs. Im Jahr 1908 zog er nach Velden, heiratete 1911 und holte seine junge Frau Lisi Köber in die selbstgebaute „Villa Lisi“ in der heutigen Koschatpromenade. Sein unermüdlicher Fleiß und sein Ehrgeiz ermöglichten es ihm, eine beachtliche Baufirma aufzubauen und mit vier Söhnen und drei Töchtern den Fortbestand seiner Familie zu sichern.
Sein ältester Bruder Albin, der die Firma in Feldkirchen übernommen hatte, fiel im Ersten Weltkrieg in Russland. Sein Bruder Hans, der die Gründe in St. Veit übernommen hatte, starb in den 1930er Jahren, und Bruder Josef war chronisch krank. Das bewirkte, dass Baumeister Anton Bulfon nicht nur seine eigenen sieben Kinder, sondern auch die Familien seiner Brüder zu versorgen hatte. Der Mittagstisch war oft sehr groß und umfasste bis zu 28 Personen.

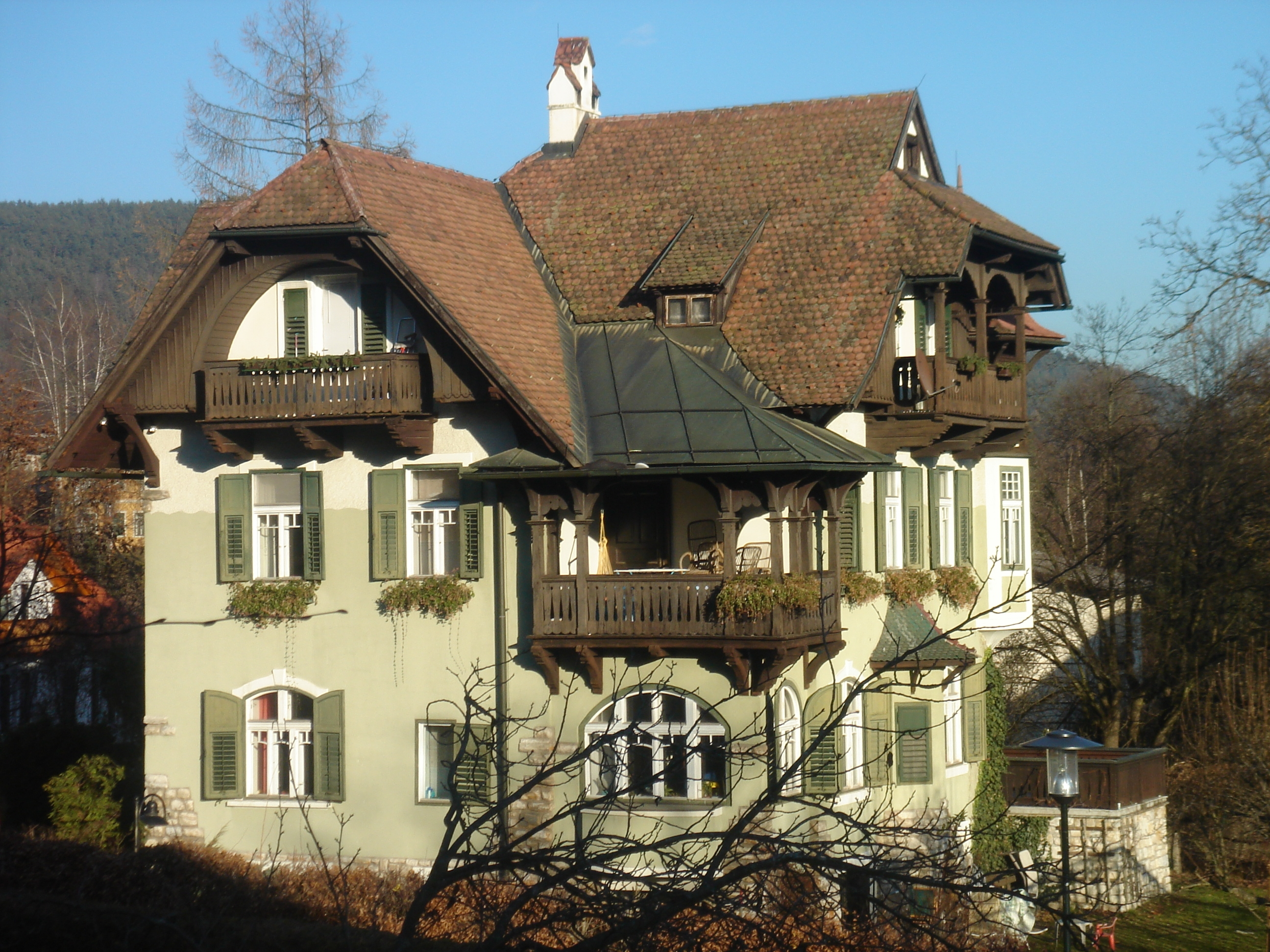
Villa Lisi

Baumeister Bulfon war ein Frühaufsteher und liebte es, vor dem ersten Maurer auf der Baustelle zu sein. Das Baubüro war von Anfang an im Halbkeller der Villa Lisi untergebracht, wo Herr Otto Moro akribisch die gesamte Lohnverrechnung und Buchhaltung beherrschte.
Zur selben Zeit war der Wiener Architekt Franz Baumgartner Lehrer an der Baufachschule in Villach. Er wurde viel später mit der so genannten Wörtherseearchitektur berühmt. Dieser fantasievolle und kreative Mann hatte aber für das Praktische und Geschäftliche keine Begabung. Sein Freund Baumeister Anton Bulfon übernahm daher die Bauausführung für fast alle Bauten in Velden und rund um den Wörthersee. Er akquirierte für Baumgartner die Kundschaft, handelte die Verträge aus und korrigierte die Pläne in technischer und finanzieller Hinsicht. Musisch ausgedrückt: war Architekt Baumgartner der Komponist, so war Baumeister Bulfon der Interpret, der das Werk aufführte.
Den Beginn des gemeinsamen Erfolges stellte der Bau des Forstseekraftwerkes in Saag, für das der Baumeister die technisch machbarste und vor allem die billigste Variante anbot und den Auftrag erhielt, dar. Neben unzähligen Bauten gemeinsam mit Baumgartner war er der langjährige Baubeauftragte der Bleiberger Bergwerksunion (BBU). Er baute die montanistischen Werkshäuser bei Raibl (heute Cave di Predil/Italien), in Prevalje (heute Slowenien), die Werksiedlungen in Arnoldstein und Werkhallen und Wohnungen in Gailitz. Sein Werk umfasste aber auch den Bau der Packer Bundesstraße von Kärnten in die Steiermark sowie die einzigartig schwierige Straße ins Lesachtal. Zu Zeiten des Ersten Weltkrieges baute er unter unglaublich harten Bedingungen (Lawinen, Feindbeschuss, Kälte, Hunger) die spektakuläre Passstraße über den Vrsic; diese Straße von Kronau (heute Kranjska Gora) nach Tolmein (heute Tolmin) war im Ersten Weltkrieg die einzige Versorgungsmöglichkeit für die österreichischen Truppen an der Insonzofront (heute Slowenien).
Zudem hat Bulfon auch die Brunnenfassungen und Trinkwasserleitung von Penken nach Velden gebaut. Seinem besonderen Verhandlungsgeschick war es zu verdanken, dass das Casino nach Velden kam. Gegen den Widerstand des Gemeinderates war es ihm nach anfänglicher Skepsis letztendlich gelungen, dass das Strandcafé am See einem Standort in Pörtschach vorgezogen wurde, wo man sich ebenfalls intensiv darum bemüht hatte.

## Errungenschaften
Bulfon rief das Strandhotel Bulfon mit dem von Baumgartner entworfenen Strandbad ins Leben und renovierte das veraltete Hotel Ulbing völlig. Weiters errichtete er das Hotel Carinthia – damals das eleganteste und modernste Haus in Velden. Mit Hilfe seiner Frau führte er diese Betriebe auch. Mit dem Tischlermeister Josef Fantur betrieb er erfolgreich eine Skifabrikationsfirma.
Beim Bau des Hotels Excelsior (Familie Hecht) verlor er ein Vermögen durch die Inflation, trotzdem gab er nie auf und hielt bis zu seinem Ende gekonnt die Zügel in der Hand.
Baumeister Bulfon ließ viele seiner in Velden ererbten Felder parzellieren und gab sie sehr preiswert an seine Belegschaft ab. Es war eines seiner Ziele, dass jeder seiner Maurer ein Haus und jeder seiner Bauleiter eine Villa sein Eigen nennen sollte.
Anton Bulfon verstarb am 27. Oktober 1961 in Klagenfurt.
Am 27. Mai 2008 wurde sein Wirken durch die Errichtung eines Denkmals an der Einfahrt zum Zentrum Veldens gewürdigt.
Bei der Enthüllung des Denkmals durch kirchliche Würdenträger, den Landeshauptmann von Kärnten und den Bürgermeister von Velden wurden insbesondere zwei Faktoren seines Schaffens hervorgehoben.
Sein Credo war, ausschließlich formschöne Gebäude zu errichten, da künftige Generationen mit diesen noch leben müssten, und sein verantwortlicher Umgang mit den Mitarbeitern. Während der großen Wirtschaftskrise entließ er trotz mangelnder Aufträge keinen Arbeiter. Auf diese Weise ersparte er vielen Familien der Region das Los der Arbeitslosigkeit.
Der Platz des Denkmals wurde in „Bulfon Park“ umbenannt. Er liegt auf jenem Grundstück, welches ihm einst von seinem Vater zum Start in Velden überlassen wurde.
| Personendaten    | Personendaten               |
| ---------------- | --------------------------- |
| NAME             | Bulfon, Anton               |
| KURZBESCHREIBUNG | österreichischer Baumeister |
| GEBURTSDATUM     | 13. Juni 1885               |
| GEBURTSORT       | Tiffen                      |
| STERBEDATUM      | 27. Oktober 1961            |
| STERBEORT        | Klagenfurt am Wörthersee    |